# Estepa montana de Anatolia oriental
La estepa montana de Anatolia oriental es una ecorregión de la ecozona paleártica, definida por WWF, que se extiende entre Turquía, Armenia, Georgia, Azerbaiyán e Irán.

## Descripción
Es una ecorregión de pradera que ocupa 168.200 kilómetros cuadrados en las montañas del este de Turquía, el sur de Georgia, el oeste de Armenia, el enclave azerí de Najicheván y el noroeste de Irán.
El clima es continental extremado.

## Flora
Aunque la formación vegetal predominante es la estepa de montaña, también se encuentran aquí desiertos, semidesiertos, bosques, dehesas y prados alpinos y subalpinos.

## Fauna
Cabe citar la hiena rayada (Hyena hyena), el turón jaspeado (Vormela peregusna), el halcón peregrino (Falco peregrinus), el águila real (Aquila chrysaetos) y la víbora armenia (Vipera raddei).

## Estado de conservación
En peligro crítico. La mayor amenaza es el desarrollo agrícola e industrial.